# Josef Randák
Josef Randák byl český fotbalista, záložník.

## Fotbalová kariéra
V československé lize hrál za Viktorii Žižkov. Nastoupil ve 141 ligových utkáních a dal 3 góly.

## Ligová bilance
| Ročník               | Zápasy | Góly | Klub            |
| -------------------- | ------ | ---- | --------------- |
| Státní liga 1936/37  | -      | 2    | Viktoria Žižkov |
| Státní liga 1937/38  | -      | 0    | Viktoria Žižkov |
| Státní liga 1938/39  | 20     | 0    | Viktoria Žižkov |
| Národní liga 1939/40 | -      | 1    | Viktoria Žižkov |
| Národní liga 1940/41 | -      | 0    | Viktoria Žižkov |
| Národní liga 1943/44 | -      | 0    | Viktoria Žižkov |
| Státní liga 1945/46  | -      | 0    | Viktoria Žižkov |
| Státní liga 1946/47  | -      | 0    | Viktoria Žižkov |
| CELKEM 1. liga       | 141    | 3    |                 |